# Juan Salafranca Barrio
Juan Salafranca Barrio (Madrid, 1889 – Boudinar, Maroc, 1921) est un militaire espagnol.
Officier d’infanterie, Salafranca fut versé en 1912 dans des unités combattantes au Maroc espagnol, où il participa notamment à la prise d’El Bioutz (près de Ceuta) en 1916 et à la vaste offensive éclair menée dans le Rif à l’été 1920 par le téméraire général Silvestre. Dans le prolongement de cette opération, il prit part à la conquête de la hauteur d’Anoual en mars 1921, puis, début juin de la même année, à l’occupation de la colline de Dhar Ubarran, poste avancé du hardi dispositif militaire de Silvestre. La position ainsi créée fut cependant assaillie et reprise le jour même par des miliciens rifains, attaque contre laquelle Salafranca avait ordonné une défense à outrance et où il périt des suites de ses blessures.

## Biographie

### Formation et carrière militaire au Maroc espagnol
Juan Salafranca, fils d’un commissaire de bord, fut inscrit en août 1907 à l’Académie d’infanterie, dont il sortit en 1911 avec le rang de sous-lieutenant et où il eut comme camarade de promotion le futur caudillo Francisco Franco. En 1912, il fut versé dans le régiment de Ceuta, amorce de sa carrière combattante,, qui allait le faire participer à nombre de faits d’armes, tant dans la zone de Ceuta (la partie occidentale du Maroc espagnol) que dans celle de Melilla (la partie orientale). Il prit part à l’occupation de Tétouan en février 1913 et se vit octroyer en octobre, en même temps que Franco, la croix du Mérite militaire de 1re classe avec insigne distinctif rouge. Tout en poursuivant son parcours dans le même régiment, il monta au grade de lieutenant en 1913.
En 1916, Salafranca reçut une affectation dans le corps supplétif des Regulares de Melilla, auquel il s’incorpora à Tétouan, et où il se trouva de nouveau aux côtés de Franco. En juin, lors de l’assaut espagnol à la colline des Tranchées (en espagnol Loma de las Trincheras), près de la bourgade d’El Bioutz, il fut blessé au cou et à la jambe mais se maintint à la tête de sa section jusqu’à la fin de la bataille, en reconnaissance de quoi il fut promu capitaine pour mérites de guerre. En février 1917, rétabli de ses blessures, il se réintégra dans son corps de Regulares,,.

### Prise et perte de Dhar Ubarran (juin 1921)
En poste à Melilla, Salafranca participa, comme officier à l’avant-garde de la colonne commandée par Gabriel Morales, à la grande offensive espagnole dans le Rif de l’été 1920. L’année suivante, au mois de mars, toujours à l’avant-garde de la même colonne, ayant sous ses ordres trois compagnies, il prit part à l’occupation de la hauteur d’Anoual, et en mars, à conquête de la position côtière de Sidi Driss.
Le 1er juin 1921, il faisait partie d’une colonne qui, sous les ordres du commandant Villar, partit du camp militaire d’Anoual avec mission d’établir une position sur le mont Dhar Ubarran. Ladite colonne se composait de Regulares, de militaires du génie et de membres de la Police indigène, et se vit bientôt renforcée d’une harka (milice rifaine) « amie » originaire de la kabila (tribu rifaine) de Tensamane. Le lieu une fois occupé et dûment fortifié, la colonne d’escorte se retira, en laissant dans la nouvelle position le capitaine Salafranca, avec sous ses ordres une cinquantaine de soldats espagnols métropolitains, deux centaines de policiers indigènes, quatre pièces d’artillerie sous la responsabilité de Diego Flomesta Moya, ainsi que la harka « amie » de Tensamane. Bientôt, le jour même, les combattants rifains, au nombre de quelque 3 000, se mirent à attaquer la position, aidés en cela par la défection de la harka de Tensamane et d’une grande partie de la Police indigène. Salafranca fut blessé au bras, nonobstant quoi il continua d’organiser et de diriger la défense, encourageant les hommes de la garnison, les exhortant à viser avec calme, et se tenant toujours debout à leurs côtés y compris après avoir pris une deuxième blessure, cette fois à l’abdomen. Il poursuivit la défense avec acharnement jusqu’à épuisement des munitions, ordonnant alors d’armer les Baïonnettes pour éviter que les pièces d’artillerie ne tombent aux mains des assaillants. Une nouvelle balle l’atteignit à la poitrine et mit fin à ses jours,,,,.
Selon un article paru dans ABC du 10 juin 1921 et signé de José Ortega Munilla, Salafranca aurait demandé avant de rendre l’âme que la croix laurée de Saint-Ferdinand soit attribuée à sa mère.
Le haut-commissaire Berenguer, dans un échange épistolaire avec le général Silvestre, commandant général de Melilla, critiqua la défense de Dhar Ubarran, affirmant que « la trahison de la harka, qui est pleinement prouvée » conduisit à ce que la position « fut prise sans un tir, alors qu’il y avait des forces de reste pour une longue défense », jugement que Berenguer ne devait pas rectifier par la suite, malgré les décorations accordées entre-temps à Salafranca et à Flomesta.

### Récompense posthume et destin de sa dépouille
À l’issue d’un débat contradictoire, Salafranca se vit décerner à titre posthume, par ordre royal du 1er mai 1924, la croix laurée de Saint-Ferdinand, la plus haute distinction militaire espagnole. Auparavant, Salafranca avait déjà été honoré durant sa période marocaine de six croix du Mérite militaire avec insigne distinctif rouge et de deux citations « muy distinguido » et de deux « distinguido »,.
Selon une version controversée, le cadavre de Salafranca, réputé disparu après l’assaut de Dhar Ubarran, aurait été cédé contre argent (4 000 pesetas) aux troupes espagnoles quelques jours plus tard par quelques-uns des assaillants et inhumé dans le camp d’Anoual,,, ; selon une autre version, les restes mutilés et méconnaissables de celui que l’on supposait être Salafranca purent être récupérés, d’une manière ou d’une autre, par ses camarades et ramenés à Anoual sur une civière, sans que l’on sache où exactement ses restes ont été enterrés. Dans le rapport d’instruction judiciaire de Juan Picasso (Expediente Picasso), il est fait mention d’un télégramme du haut-commissaire Berenguer, daté du 7 juin 1921 et adressé au ministre de la Guerre Eza, où il lui rendait compte des pertes et évoquait notamment la remise à Anoual d’un cadavre « qui semble être celui du capitaine Salafranca », mais sans que cela n’ait jamais été confirmé par d’autres sources documentaires.